# Kościół Matki Bożej Nieustającej Pomocy w Skarżysku-Kamiennej
Kościół Matki Bożej Nieustającej Pomocy w Skarżysku-Kamiennej – rzymskokatolicki kościół parafialny należący do parafii pod tym samym wezwaniem (dekanat skarżyski diecezji radomskiej).
Jest to świątynia zaprojektowana przez architekta Jerzego Reczko i konstruktora Zbigniewa Żuchowicza z Warszawy, wybudowano ją w latach 1988-1997. Kościół został poświęcony w 1997 roku przez biskupa Edwarda Materskiego. Budowla została wzniesiona z kamienia i cegły.